# Virtus Pallacanestro Bologna 1966-1967

## Roster
Candy Bologna 1966-67
- Gianfranco Lombardi (capitano)
- Giorgio Borghetti
- Massimo Cosmelli
- Alfredo Di Tommaso
- Augusto Giomo
- Dave Mills
- Corrado Pellanera
- Roberto Raffaele
- Sandro Renzi
- Giuseppe Rundo
- Ettore Zuccheri

## Staff tecnico
- Allenatore:  Jaroslav Šíp

## Risultati
- Serie A: 6ª classificata su 12 squadre (10-12)